# دالیا البحیری
دالیا البحیری (عربی: داليا محمود قطب البحيري؛ زادهٔ ۱۵ اکتبر ۱۹۷۰) مدل، مجری تلویزیون، و هنرپیشه اهل مصر است. وی از سال ۱۹۹۰ میلادی تاکنون مشغول فعالیت بوده‌است.